# IOTV (бронежилет)

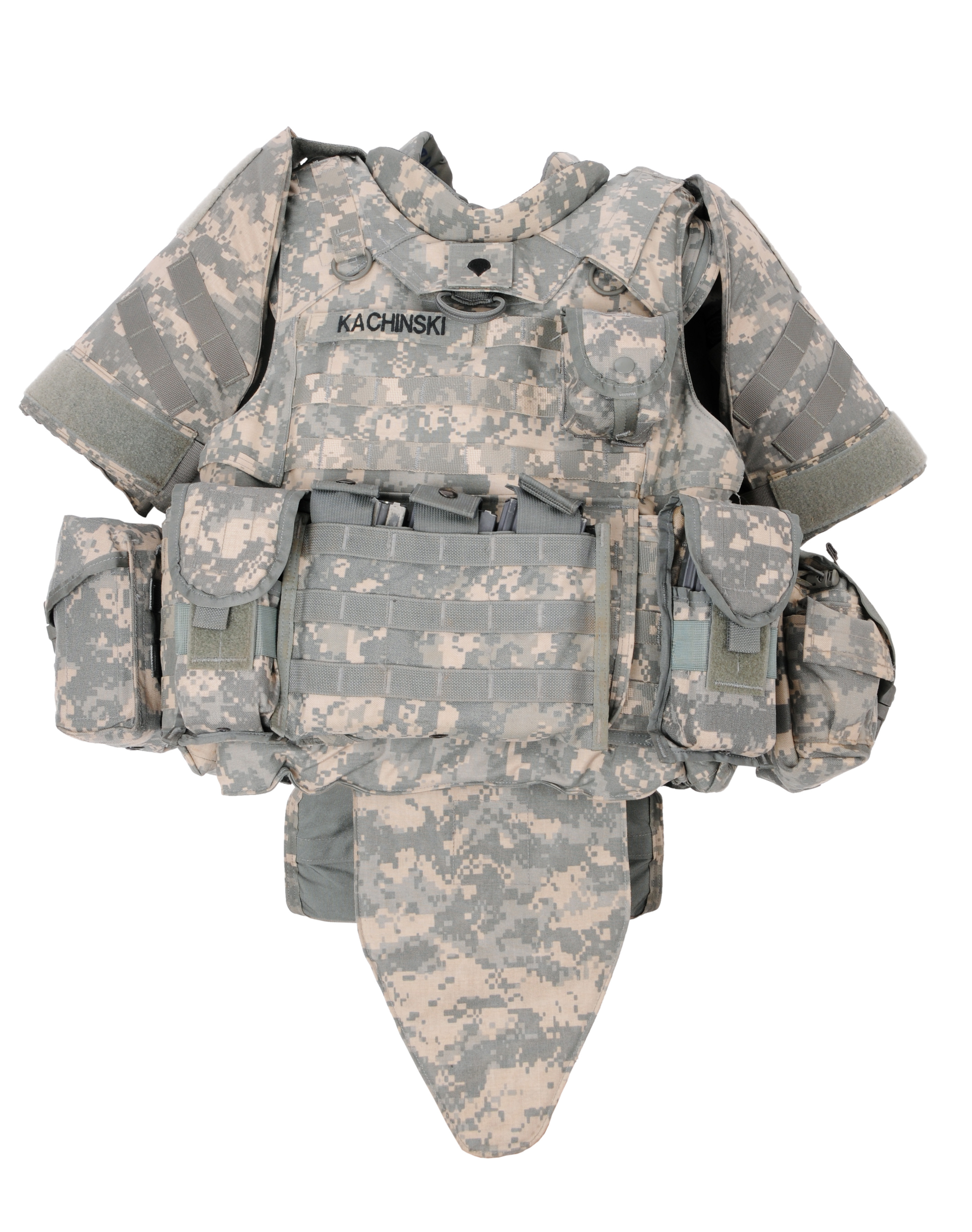
Бронежилет IOTV GEN II с подсумками, защитой плеч, паха и поясницы

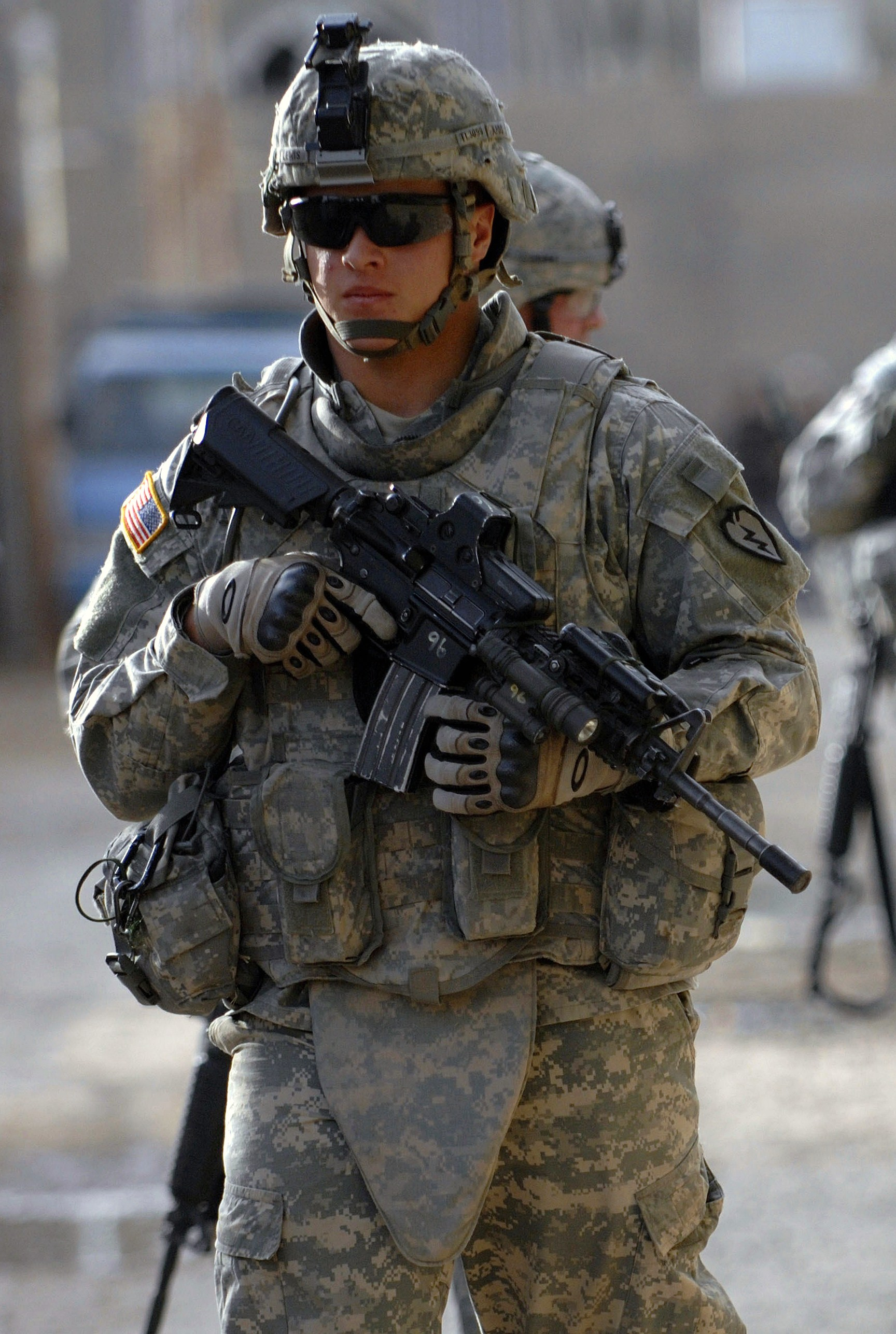
Пехотинец сухопутных войск США в бронежилете IOTV, осуществляет патрулирование в районе Тармийя (Ирак, 2008 г).

IOTV (англ. Improved Outer Tactical Vest, улучшенный тактический бронежилет наружного ношения) — штатный бронежилет сухопутных войск США, который пришёл на замену бронежилету OTV (Outer Tactical Vest — является жилетом системы IBA (Interceptor Body Armor)).
IOTV совместим с защитой плеч DAPS (англ. Deltoid and Axillary Protector System) — компонентом защитной системы IBA предшествующих модификаций бронежилетов, возможно использование защиты паха. С жилетом совместимы унифицированные грудные и спинные керамико-композитные броневставки SAPI и ESAPI, и боковые бронепанели ESBI S-SAPI.
Основными особенностями жилета IOTV являются: увеличенная площадь противоосколочной защиты, наличие системы быстрого сброса, возможность установки боковых бронеэлементов без использования дополнительных модулей.
Жилет выпускается в камуфляжной окраске Универсальный камуфляж (UCP), 2е поколение IOTV (производится с конца 2009 года) выпускается в расцветках «универсальный камуфляж» и MultiCam.
Начало боевой эксплуатации IOTV в сухопутных войсках США относится к середине 2007 года. По состоянию на 2016 год IOTV остается штатным бронежилетом личного состава СВ США, развернутых за пределами США. В качестве его замены на ближайшие годы назначен жилет Modular Scalable Vest.

## Особенности конструкции
Бронежилет IOTV легче полностью укомплектованного жилета OTV (базовый жилет IOTV тяжелее базового жилета OTV того же размера) — разница по массе для жилетов размера Medium составляет 1,6 кг, при большей площади защиты IOTV. Масса полностью оснащённого бронежилета IOTV со всеми компонентами и броневставками составляет порядка 13,6 кг (или 16 кг для размера Large). Преимуществом конструкции является то, что вес бронежилета распределяется в большей степени на мышцы спины и живота, а не на плечи (как у жилетов OTV).
Жилет состоит из грудной и спинной частей, двух боковых частей и внутреннего эластичного пояса. Компоненты жилета: ворот, защита шеи, защиты паха и поясницы, защита плеч DAPS (во второй модификации жилета входит в штатный комплект). В жилет устанавливаются четыре композитные броневставки ESAPI: унифицированные грудная/спинная и две боковые.
Внутренняя часть бронежилета выполнена из сетки (внутренняя часть воротника выполнена из объёмной сетки) для улучшенной циркуляции воздуха в поджилетном пространстве.
Жилет оснащен системой быстрого (аварийного) сброса в случае попадания солдата в глубокий водоём, быстрого доступа к ранению или в другой чрезвычайной ситуации.
Система сброса: в верхней части груди имеется прорезь для доступа к петле троса, короткая сторона которого обеспечивает плечевое соединение, а длинная сторона соединяет спинной блок креплений: боковые части бронежилета и эластичный пояс. При вытягивании троса жилет распадается на 2 части: передняя часть (грудь, боковые части и пояс, передняя часть ворота) и задняя часть (спинка и задняя часть ворота).
Жилет можно надевать двумя способами: через голову, и расстёгивая левую плечевую лямку.
Чехол бронежилета оснащён системой PALS (англ. PALS Webbing) для крепления модульных подсумков, аксессуаров и снаряжения систем MOLLE/MOLLE II, MALICE, ALICE и т. п. Встречаются ременные стропы камуфлированной расцветки, а также сшитые из основной ткани бронежилета (нейлон Cordura или аналог).
В конце 2009 года была запущена в производство вторая модификация данного бронежилета (IOTV Gen II). В середине 2010 года она начала производиться в расцветке MultiCam. Вторая модификация IOTV отличается незначительными конструктивными изменениями:
— Чехол выполнен из огнестойкого нейлона 500D Cordura

— Подклад чехла бронежилета выполнен из нейлона 500D Cordura, вместо сетки.

— Карманы для боковых вставок стали съёмными (система крепления — MOLLE).

— На плечах пришиты стропы с D-кольцами, к которым может крепиться специально разработанная разгрузочная система TAP.

— На защите поясницы нет строп PALS для крепления подсумков MOLLE, крепёжные стропы стали длиннее, за счёт чего сам модуль стал висеть ниже.

— Изменена конструкция воротника — защита горла стала длиннее, а сам воротник короче.
Как и все снаряжение в расцветке MultiCam, жилет IOTV Gen II выдавался участникам операции «Несокрушимая свобода» — военнослужащим, дислоцированным в Афганистане.
Основным производителем бронежилетов IOTV Gen II в камуфляже MultiCam является фирма KDH Defense Systems. Последний контракт на IOTV Gen II multicam получила компания PPI, известная тем, что выпускала бронежилеты MTV для КМП США.

## Защитные характеристики
Жилет с броневставками SAPI выдерживает поражение простыми (не бронебойными) винтовочными пулями патронов 7,62×54 мм и 7,62×51 мм, что соответствует защите III уровня гражданского стандарта NIJ. С броневставками ESAPI (в настоящее время являются штатными) выдерживает поражение бронебойными пулями указанных патронов, то есть обеспечивает защиту IV уровня гражданского стандарта NIJ. Собственно жилет без вставок, выполненный из мягкой тканевой брони «кевлар», обеспечивают защиту по уровню IIIA стандарта NIJ — от осколков боеприпасов и пуль патрона 9×19 мм.
Высокие площадь защиты и масса жилета приводят к снижению подвижности и перегреву солдат в условиях жаркого климата. В связи с этим назрела необходимость в принятии на снабжение и использовании более лёгкой модели бронежилета, в качестве дополнения к штатному бронежилету IOTV. В 2009 армией США был проведён конкурс на облегчённую модель бронежилета для контингента в Афганистане. В конкурсе участвовало восемь моделей от разных компаний, наибольшее количество положительных отзывов получили MBAV (Modular Body Armor Vest) компании Eagle Industries и SPCS компании KDH Defense. В результате выбор был сделан в пользу модели от KDH. По мнению военных решение является компромиссным, несмотря на значительно сниженную площадь противоосколочной защиты новой модели жилета, он более удобен для несения патрульной службы в условиях Афганистана, чем жилет IOTV.
Со второй половины 2012 года начато производство третьего поколения бронежилета — IOTV Gen III, который, обладает принципиально новой системой быстрого сброса и новой силовой схемой. По состоянию на 2022 год в производстве находится четвертое поколение жилета IOTV Gen IV.
Первые образцы Modular Scalable Vest, планируемого в качестве стандартного БЖ для замены IOTV, были выпущены в 2018 году .